# 奧列格·采科夫
奧列格·穆索維奇·采科夫（俄语：Олег Муссович Цеков，羅馬化：Oleg Mussovich Tsekov，1966年11月17日—），俄羅斯聯邦陸軍中將，自2020年9月18日年起擔任俄羅斯聯邦軍隊綜合軍事學院副校長。

## 生平
采科夫於1966年11月17日出生於車里雅賓斯克州車里雅賓斯克市。1984年至1988年，其就讀於車里雅賓斯克高等坦克指揮學校。他曾在突厥斯坦、外高加索、外貝加爾、西伯利亞和北高加索軍區以及蒙古擔任多個指揮職務。2009年至2011年，其就讀於俄羅斯總參謀部軍事學院國家安全與國防學院。

## 事蹟
采科夫於2007年至2009年任西伯利亞軍區第41集團軍第74獨立近衛摩托化步兵旅旅長。2011年6月至2015年12月任俄羅斯海軍北方艦隊海岸部隊第200獨立摩托化步兵旅旅長。
2015年2月21日，根據俄羅斯總統弗拉基米爾·普京第91號命令，授予采科夫少將軍銜。
2015年12月至2017年7月，其任西部軍區第6聯合兵種集團軍參謀長兼第一副軍長。2017年7月5日至2018年8月，其任南部軍區第8近衛集團軍參謀長兼第一副軍長。2018年8月至2020年9月，其任東部軍區第5集團軍軍長。
2020年2月20日，根據俄羅斯總統普京第143號命令，授予采科夫中將軍銜。
采科夫自2020年9月18日起任俄羅斯聯邦軍隊綜合軍事學院副校長。
2023年9月22日，位於塞瓦斯托波爾的黑海艦隊總部被烏克蘭暴風影導彈襲擊，俄羅斯國防部宣佈空襲中1名軍人死亡。不過，根據俄羅斯媒體的非官方數據，至少有10人死亡。網路上有消息稱其中一枚導彈打中維克托·索科洛夫上將的辦公室。烏克蘭國防部情報總局局長基里洛·布達諾夫稱空襲中造成至少9人死亡、16人受傷，亞歷山大·羅曼丘克上將身受重傷，而采科夫中將昏迷不醒，但他沒有證實索科洛夫是否在空襲中身亡。

## 榮譽
- 三級帶劍祖國功勳獎章[2]
- 四級帶劍祖國功勳獎章[2]
- 勇氣勳章（3次）[2]
- 軍功勳章[2]
- 榮譽勳章[2]
- 庫圖佐夫勳章[2]
- 亞歷山大·涅夫斯基勳章[2]
- 軍事成就勳章[2]
- 勇敢獎章（2次）[2]

## 制裁
2018年6月21日，由於采科夫參與俄烏戰爭，其被烏克蘭施以制裁。